# Томпак

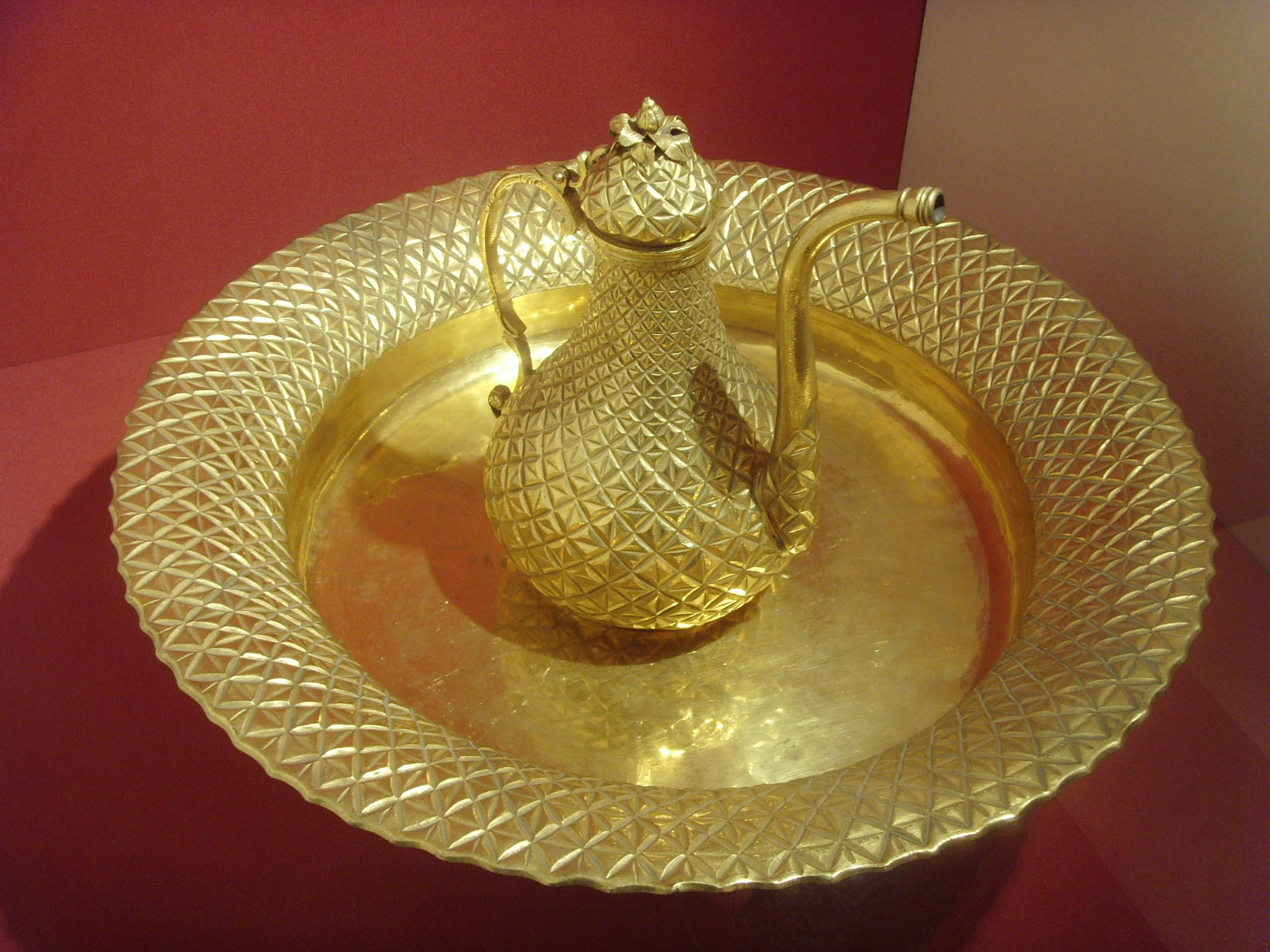
Глечик і блюдце із томпаку

Томпа́к (фр. tombac, від малай. tambaga — мідь) або бакунт — різновид латуні з вмістом міді 88—97 % і цинку до 10 %. Має високу пластичність, антикорозійні й антифрикційні властивості. Сплави міді зі вмістом цинку 10—20 % називають напівтомпаками.
Томпак заново винайдений європейською цивілізацією лондонським годинникарем Крістофером Пінчбеккером (близько 1670—1732), у минулому він був відомий, зокрема, перуанській цивілізації Моче.
Іноді для сплаву використовують назви: хризохалк, симілор, ореїд, хризорін, принцметал та ін.

## Властивості
Добре зварюється зі сталлю й благородними металами. Має високу корозійну стійкість, підвищену пластичність, легко обробляється тиском у гарячому та холодному стані. Має гарний колір, добре влягає золоченню і емалюванню.

## Застосування
Знаходить широке застосування для плакування сталі і отримання біметалу сталь-латунь. Томпак використовують для виготовлення радіаторних трубок, художніх виробів, знаків відзнаки та фурнітури, мідних духових інструментів. Із сталі, плакованої томпаком, виготовляються кулі, стрільна й монети.